# Sarah-Lynn Clerckx
Sarah-Lynn Clerckx (26 augustus 1999) is een Vlaams actrice.
Sinds 2006 vertolkt Clerckx in de VTM-soap Familie de rol van Louise Van den Bossche, dochter van personage Peter Van den Bossche en Trudy. In 2018 besloot ze een punt te zetten achter deze rol, en zich te concentreren op haar opleiding communicatiewetenschappen.
In de Ketnet-serie Nachtwacht speelde ze in de aflevering 'De vloek' het hoofdpersonage/wezen genaamd Aurum. Clerckx speelde tevens in de Ketnet-serie 'Ik u ook'.
Sarah-Lynn is de dochter van acteur Kristoff Clerckx.